# Wacław Lipiński (1896–1949)

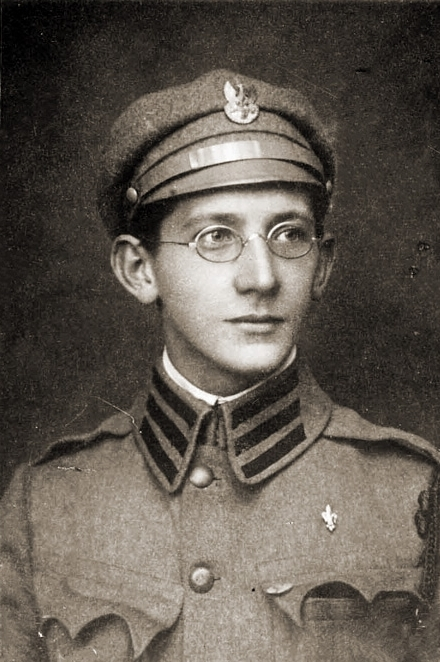
Wacław Lipiński sierżant Legionów Polskich (1915)

Wacław Lipiński, ps. Socha, Gwido, Aleksander, A. Szański, W. Gel (ur. 28 września 1896 w Łodzi, zm. 4 kwietnia 1949 we Wronkach) – polski historyk, oficer i działacz antykomunistycznego podziemia niepodległościowego; doktor hab. historii, podpułkownik Wojska Polskiego, kawaler Orderu Virtuti Militari.

## Życiorys
Urodził się 28 września 1896 r. w Łodzi, w rodzinie rzemieślnika i przedsiębiorcy Jakuba (ur. 1860) oraz Bronisławy z Kucińskich (ur. 1865). Miał brata Klemensa Jana (1883–1916), lekarza, i siostrę Dionizę po mężu Wyszyńską (zm. 1981). Jego matka zaangażowana była w działalność Polskiej Partii Socjalistycznej. Już w czasie rewolucji 1905 roku był wykorzystywany do usług konspiracyjnych. Uczęszczał do Gimnazjum Polskiego Towarzystwa „Uczelnia” w Łodzi. W 1912 wstąpił do skautingu, należał jednocześnie do kółek samokształceniowych związanych z Zarzewiem, był współorganizatorem Polskich Drużyn Strzeleckich na terenie Łodzi.
Po wybuchu I wojny światowej, 15 października 1914 wstąpił do Legionów Polskich, używał pseudonimu Socha. W szeregach 5. Pułku Piechoty I Brygady Legionów Polskich przeszedł jego cały szlak bojowy, uczestnicząc w bitwach pod Łowczówkiem, Konarami i Kostiuchnówką. W 1917 otrzymał urlop, zdał eksternistycznie maturę w III Gimnazjum im. Jana III Sobieskiego w Krakowie i zapisał się na Wydział Filozoficzny Uniwersytetu Jagiellońskiego. W czasie kryzysu przysięgowego opowiedział się po stronie Piłsudskiego, wobec pobytu w Krakowie nie został internowany przez Niemców.  Przystąpił do pracy publicystycznej i konspiracyjnej – został sekretarzem Ligi Niezawisłości Polski i członkiem Komendy Głównej Polskiej Organizacji Wojskowej (POW). Pod koniec października 1918 wysłany do Lwowa, od 1 do 22 listopada uczestniczył w walkach o miasto, po czym powrócił do reaktywowanego 5 Pułku Piechoty Legionów.
W jego szeregach jako dowódca kompanii w stopniu podporucznika uczestniczył w kwietniu 1919 w zajęciu Wilna w wojnie polsko-bolszewickiej. W październiku 1919 przydzielony do II Oddziału Dowództwa Frontu Litewsko-Białoruskiego jako referent prasy i propagandy w Wilnie. Od lutego do września 1920 był zastępcą szefa II Oddziału Dowództwa Okręgu Generalnego Poznań, następnie przez dwa miesiące referentem w II Oddziale Ministerstwa Spraw Wojskowych. W 1920 awansował na porucznika, w 1921 został zweryfikowany jako kapitan. Po pokoju ryskim odkomenderowany na studia uniwersyteckie na Uniwersytet Jagielloński, gdzie uzyskał stopień naukowy doktora prawa i absolutorium na Wydziale Filozoficznym (z historii) a także dyplom Szkoły Nauk Politycznych.
W 1922 został komendantem Okręgu Krakowskiego Związku Strzeleckiego, jednocześnie publikował pod pseudonimem Gwido w pismach „Naród” i „Głos Prawdy”. 25 maja 1923 został przeniesiony z korpusu oficerów piechoty do korpusu oficerów administracji, dział naukowo-oświatowy, i przydzielony do Obozu Warownego „Kraków” na stanowisko referenta oświatowego. Następnie był referentem oświatowym w Dowództwie Okręgu Korpusu Nr V w Krakowie i wykładał historię w oficerskiej szkole administracyjnej. W 1927 mianowany został kierownikiem Samodzielnego Referatu Formacji Polskich w Wojskowym Biurze Historycznym w Warszawie. 12 kwietnia 1927 awansował na majora ze starszeństwem z dniem 1 stycznia 1927 i 4. lokatą w korpusie oficerów administracji, grupa oficerów naukowo-oświatowych. W 1932 powołany został na stanowisko sekretarza czasopisma „Niepodległość”, organu Instytutu Badania Najnowszej Historii Polski, dwa lata później został sekretarzem generalnym tego instytutu, a w 1936 jego dyrektorem. W sporach frakcyjnych wewnątrz obozu sanacji po śmierci Piłsudskiego był związany z premierem Felicjanem Sławoj-Składkowskim i płk. Bogusławem Miedzińskim, chociaż w zarządzie Instytutu zasiadali ich przeciwnicy, jak prezes Instytutu Walery Sławek. W 1936 habilitował się z najnowszej historii Polski na Uniwersytecie Jana Kazimierza we Lwowie. W 1937 jego habilitacja została zatwierdzona przez ministra oświaty i mjr Lipiński został docentem historii nowożytnej i najnowszej Polski na Wydziale Humanistycznym UJK. W styczniu 1939 został przeniesiony w stan spoczynku i awansowany na podpułkownika. Mieszkał przy Alei Szucha 16 w budynku spółdzielni „Proporzec”.
W kampanii wrześniowej 1939 początkowo w Biurze Propagandy Naczelnego Dowództwa, a po odwołaniu Romana Umiastowskiego od 7 do 29 września w Dowództwie Obrony Warszawy na stanowisku szefa propagandy, gdzie nadawał codzienne komunikaty radiowe przez rozgłośnię Warszawa II. Współpracował wówczas z dowodzącym obroną stolicy gen. bryg. Walerianem Czumą oraz prezydentem Warszawy Stefanem Starzyńskim i jego bratem Mieczysławem. Po kapitulacji stolicy zabezpieczył bogate zbiory Instytutu Piłsudskiego, przenosząc je do Muzeum Belwederskiego. Po zajęciu Warszawy przez Niemców początkowo kurator Muzeum Belwederskiego, po aresztowaniu 27 października 1939 prezydenta Stefana Starzyńskiego przez Gestapo wyjechał do Zakopanego. W marcu 1940 przeszedł na nartach na Słowację, stamtąd do Budapesztu. Rząd RP na uchodźstwie premiera Władysława Sikorskiego nie zgodził się na jego przyjazd do Francji. Związał się wówczas z Julianem Piaseckim, który z upoważnienia marszałka Edwarda Rydza-Śmigłego tworzył organizację piłsudczykowską. Nawiązał też kontakt z internowanym w Rumunii Śmigłym, który dostarczył mu informacji, a może i materiałów o kampanii wrześniowej, na ich podstawie pod pseudonimem Gwido opublikował pod koniec lata 1940 broszurę Wojna polsko-niemiecka 1939 roku, będącą apologią Naczelnego Wodza (w 1941 ukazało się jej rozszerzone wydanie –  Wojna polsko-niemiecka. Kampania wrześniowa w Polsce w r. 1939). Broszury wywołały ożywioną polemikę w podziemnej publicystyce krajowej (Alojzy Horak i inni) i na emigracji. Do 1942 przebywał na Węgrzech, a po powrocie do Warszawy współtworzył piłsudczykowski Konwent Organizacji Niepodległościowych, bardziej lewicowy od Obozu Polski Walczącej, organizacji kierowanej przez Juliana Piaseckiego. Używał pseudonimu Aleksander, redagował pismo „Myśl Państwowa”, napisał pod pseudonimem Gwido broszury: Polityka zagraniczna Piłsudskiego i Becka i Bilans czterolecia 1939–1943. Od lutego do maja 1944 był więziony przez Gestapo. Po wyjściu z więzienia odsunięty ze względów bezpieczeństwa od pracy konspiracyjnej, w konsekwencji nie wziął udziału w powstaniu warszawskim.
Od marca 1946 stał na czele Komitetu Porozumiewawczego Organizacji Polski Podziemnej jako przedstawiciel Stronnictwa Niezawisłości Narodowej. Na początku 1947, po rozbiciu Komitetu przez komunistyczne służby bezpieczeństwa, został aresztowany i skazany przez Wojskowy Sąd Rejonowy w Warszawie w procesie pokazowym na karę śmierci, zamienioną następnie na dożywotnie więzienie. Osadzony w więzieniu we Wronkach (cela nr 412 w skrzydle „D” o ostrym reżimie) został tam zamordowany 4 kwietnia 1949 przez funkcjonariuszy Urzędu Bezpieczeństwa (w morderstwie uczestniczył najprawdopodobniej porucznik Urbaniak, kierownik wydziału specjalnego więzienia). Według ówczesnej wersji popełnił samobójstwo, wyskakując z piętra. Pochowany na cmentarzu parafialnym we Wronkach (sektor A-8-27). Symboliczny grób znajduje się na cmentarzu Wojskowym na Powązkach w Warszawie (kwatera A8-6-13).
Wszystkie jego utwory objęte były w 1951 zapisem cenzury w Polsce, podlegały natychmiastowemu wycofaniu z bibliotek.
W 1992 sąd Warszawskiego Okręgu Wojskowego unieważnił wyrok byłego Wojskowego Sądu Rejonowego w Warszawie, uzasadniając, że skazanie Wacława Lipińskiego „było wynikiem jego działalności na rzecz niepodległego bytu Państwa Polskiego”.
Był mężem Aleksandry z Lenków, z którą miał synów Jędrzeja (Andrzeja J.) (1920–2012) i Krzysztofa (1924–1986).

## Ordery i odznaczenia
- Krzyż Srebrny Orderu Wojskowego Virtuti Militari nr 6605[17] – 17 maja 1922[18][19]
- Krzyż Komandorski z Gwiazdą Orderu Odrodzenia Polski (pośmiertnie, 10 listopada 2010)[20][21]
- Krzyż Niepodległości (20 stycznia 1931)[22]
- Krzyż Kawalerski Orderu Odrodzenia Polski (10 listopada 1928)[23][17]
- Krzyż Walecznych (dwukrotnie) „za czyny męstwa i odwagi wykazane w bojach toczonych w latach 1918–1921”
- Krzyż Walecznych (trzykrotnie) „za czyny męstwa i odwagi wykazane w wojnie rozpoczętej 1 września 1939 roku”[17]
- Złoty Krzyż Zasługi (dwukrotnie: 19 marca 1937[24][25], 18 lutego 1939[26])
- Medal Pamiątkowy za Wojnę 1918–1921[27]
- Srebrny Wawrzyn Akademicki (5 listopada 1935)[28]
- Medal Dziesięciolecia Odzyskanej Niepodległości[27]
- Odznaka za Rany i Kontuzje[29]
- Odznaka „Za wierną służbę”[30]
- Państwowa Odznaka Sportowa[27]

## Publikacje
- Szlakiem I Brygady (Dziennik żołnierski), Warszawa 1927.
- Wśród lwowskich orląt (Wspomnienia z obrony Lwowa), Warszawa 1927.
- Archiwa formacyj polskich z wojny światowej, Warszawa 1928.
- Źródła do najnowszej historji wojskowości polskiej (1908–1918), wyd. II, Warszawa 1928.
- Wojskowe formacje polskie w wojnie światowej (Część II. Wydawn. „Dziesięciolecie odrodzenia polskie siły zbrojnej”), Warszawa 1928.
- Bajończycy i Armja Polska we Francji, Warszawa 1929.
- Historja Związku Strzeleckiego, Warszawa 1930.
- Na przedpolu historji (Szkice, recenzje, polemiki), Warszawa 1930.
- Od Wilna po Dynaburg (Wspomnienia z walk  5 p. p. Leg.), wyd. II, Warszawa 1930.
- Walka zbrojna o niepodległość Polski 1905–1918, Warszawa 1931.
- Wojna polska, rok 1919–1920, Warszawa 1933.
- Z dziejów dawnych i najnowszych (Szkice i studia historyczne), Warszawa 1934.
- Wielki Marszałek (1867–1935), Warszawa 1936.

## Upamiętnienie

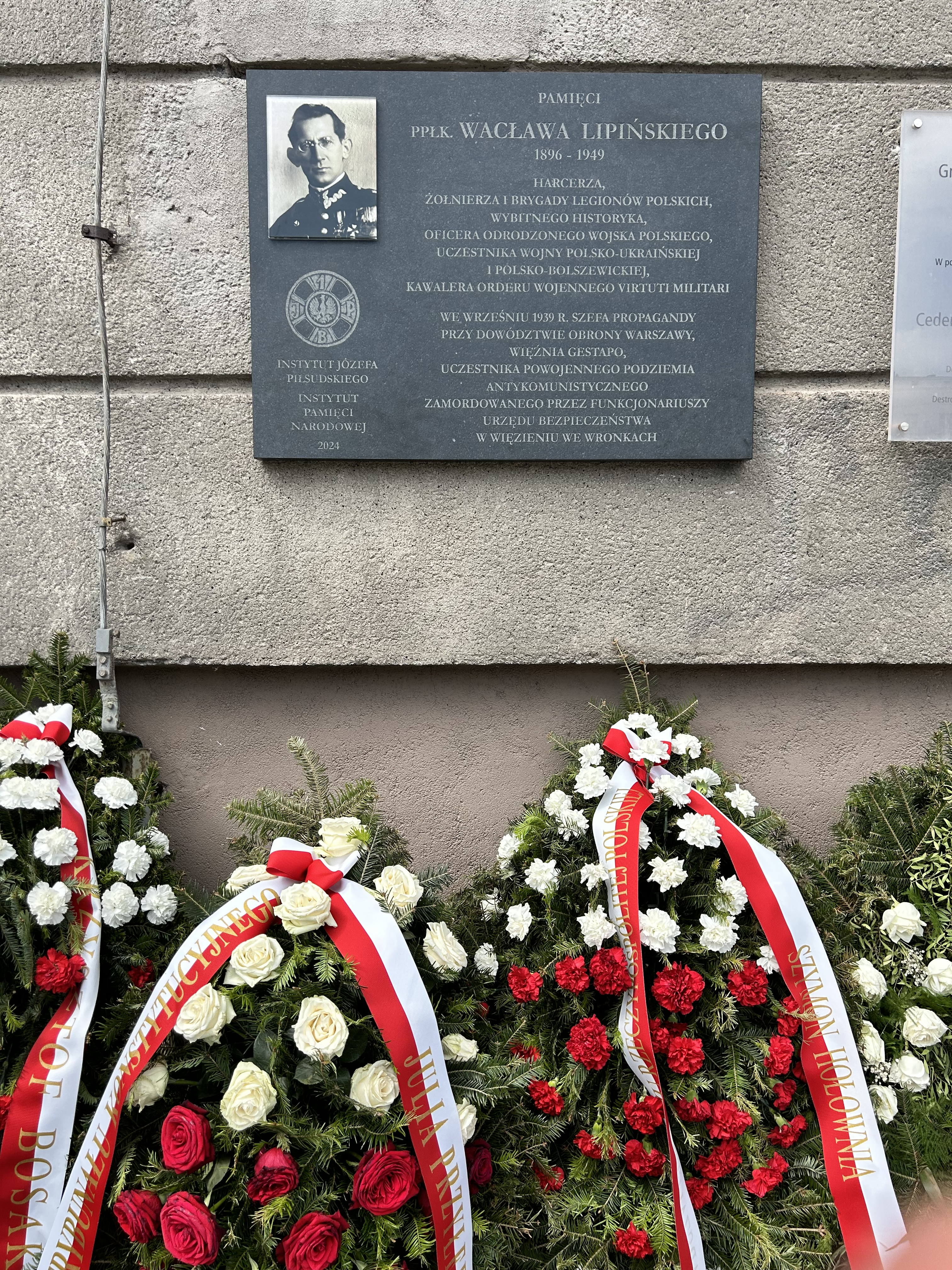
Tablica na budynku PAST-y upamiętniająca ppłk. Wacława Lipińskiego

W maju 2024 roku na budynku warszawskiej PAST-y przy ulicy Zielnej 39 w Warszawie z inicjatywy Instytutu Pamięci Narodowej została odsłonięta tablica upamiętniająca Wacława Lipińskiego. Przy zbiegu ulic Bukowińskiej i Puławskiej od 2021 roku znajduje się skwer im. Wacława Lipińskiego.
W Krakowie znajduje się ulica Wacława Lipińskiego.
We wrześniu 2024 Instytut Pamięci Narodowej otworzył w Łodzi Przystanek Historia im. ppłk. Wacława Lipińskiego.